# 6299 Рейдзотойоко
6299 Рейдзотойоко (6299 Reizoutoyoko) — астероїд головного поясу, відкритий 5 грудня 1988 року.
Тіссеранів параметр щодо Юпітера — 3,297.
Названо на честь Рейдзо Тойоко (яп. れいぞう・とよこ(礼三・豊子) рейдзо: тойоко).